# Caudiès-de-Fenouillèdes
Caudiès-de-Fenouillèdes é uma comuna francesa na região administrativa da Occitânia, no departamento dos Pirenéus Orientais. Estende-se por uma área de 36.45 km², com 614 habitantes, segundo o censo de 2018, com uma densidade de 17 hab/km².